# آنا سافرونیک
آنا سافرونیک (به ایتالیایی: Anna Safroncik) بازیگر و مدل ایتالیایی زاده ۴ ژانویه۱۹۸۱ در کی‌یف، اوکراین است. او در ایران پس از پخش سریال الیسا شناخته شد.

## زندگی‌نامه
او نخستین بار در ۴ سالگی در فیلمی از الکساندر پوشکین بازی کرد. در ۷ سالگی در آکادمی ملی هنرهای نمایشی در کیف ثبت نام کرد. او سالها وقت صرف تحصیل موسیقی، آواز و رقص نمود. وی در سن ۱۳ سالگی به ایتالیا نقل مکان کرد. آنا در ۱۹۹۸ به مرحله نیمه نهایی دختر شایستهٔ ایتالیا رسید. او دوست دختر جولیو بروتی بازیگر ایتالیایی بوده است.  او همچنین همسر گولیو بروتی بازیگر مرد ایتالیایی است.

## بخشی از فیلم‌شناسی
- نه (فیلم ۲۰۰۹)